# Vương quốc Lập hiến Ba Lan
Vương quốc Lập hiến Ba Lan (tiếng Ba Lan: Kongresówka) hay Vương quốc Ba Lan (tiếng Ba Lan: Królestwo Polskie; tiếng Nga: Царство Польское, Tsarstvo Polskoye) là một nhà nước bù nhìn dưới sự cai trị của Đế quốc Nga từ năm 1815 đến 1915, ở trong liên hiệp pháp nhân về mặt hiến pháp. Nó cũng được gọi không chính thức là Ba Lan thuộc Nga.

## Đặt tên
Mặc dù tên chính thức của nhà nước là Vương quốc Ba Lan, để phân biệt nó với các Vương quốc Ba Lan khác, nó đôi khi được gọi là "Quốc hội Ba Lan".

## Lịch sử
Vương quốc Lập hiến Ba Lan đã được thành lập từ Công quốc Warszawa tại Hội nghị Wien năm 1815, khi các quốc gia châu Âu tổ chức lại châu Âu sau các cuộc chiến tranh Napoléon. Tầm quan trọng của Hội nghị đã cho đưa đến tên gọi cho quốc gia này Trong khi vương quốc này mất tư cách là một quốc gia bán độc lập năm 1831 và kể từ đó ngày càng hợp nhất gần hơn với Nga, tổ chức hành chính của nó đủ riêng biệt về tên gọi để vẫn được sử dụng chính thức ở Nga, dù các năm cuối thuộc cai trị của Nga, nó thường bị thay thế, dẫu không chính thức, with the Vistulan Country (Chuyển tự Tiếng Nga: Privislyansky Krai), sau các hiến pháp riêng rẽ và sự sắp xếp hành chính bị bãi bỏ là một phần của sự Nga hóa gia tăng sau sự bùng nổ của Cách mạng tháng 11. Tuy nhiên, ngay cả sau cuộc thôn tín chính thức hóa này, lãnh thổ này vẫn giữ được mức độ riêng biệt bên trong Đế quốc Nga và đã tiếp tục được gọi không chính thức là Vương quốc Lập hiến Ba Lan cho đến khi sự cai trị của Nga ở đây đã chấm dứt do quân đội của Liên minh Trung tâm tiến vào năm 1915 trong Thế chiến thứ nhất.
Ban đầu, vương quốc có diện tích khoảng 128.500 km 2 và dân số khoảng 3,3 triệu người. Các trạng thái mới sẽ là một trong những quốc gia Ba Lan nhỏ nhất bao giờ hết, nhỏ hơn so với Duchy trước của Warsaw và nhỏ hơn nhiều so với Ba Lan-Litva mà có dân số 10 triệu người và diện tích 1 triệu km 2. Dân số của nó đạt 6,1 triệu người vào năm 1870 và 10 triệu người vào năm 1900. Hầu hết các dân tộc Ba Lan ở Đế quốc Nga đã sống ở Vương quốc Đại hội, mặc dù một số khu vực bên ngoài cũng chứa đa số người Ba Lan.
Vương quốc Ba Lan phần lớn tái xuất hiện như là kết quả của những nỗ lực của Adam Jerzy Czartoryski, một cực nhằm khôi phục lại nhà nước Ba Lan trong liên minh với Nga. Vương quốc Ba Lan là một trong số ít các chế độ quân chủ lập hiến đương đại ở châu Âu, với Hoàng đế Nga là Vua Ba Lan. Danh hiệu của ông với tư cách là thủ lĩnh của Ba Lan bằng tiếng Nga, là Sa hoàng, tương tự như việc sử dụng ở các bang tích hợp hoàn toàn trong Đế quốc (Georgia, Kazan, Siberia).